# Humedal Campiche
El humedal Campiche es un cuerpo superficial de agua con características de humedal, ubicado en la Comuna de Puchuncaví de la Región de Valparaíso. Pertenece a la cuenca del estero Puchuncaví. El humedal Campiche no es un sitio Ramsar.: 50 
Este humedal es parte de un área mayor a veces llamada humedal Maitenes-Campiche.

## Ubicación y descripción
Al revisar la cartografía de la zona se observa que la "laguna Campiche" es un término cuyo significado a cambiado a través de los últimos 100 años, según va cambiando la topografía de la zona de dunas. 
El año 1876 se entendió por ella una masa de agua al noreste de la bahía de Quintero, un poco más al sur existió una "quebrada del Bajo", con salida al mar. En el mapa de Risopatrón de 1909 aparece una "lag. Campiche" (Campeche en el diccionario) que aproximadamente corresponde a la de Luis Pomar, geógrafo que elaboró el mapa de 1876. En el mapa de la zona del Instituto Geográfico Militar, de la década de los años 1950, no aparece laguna ni lago.
Tales denominaciones no pueden ser aplicadas a los mapas de la zona actualmente.
Actualmente existen varios cuerpos de agua asociados a los nombres Puchuncaví, Maitenes y Campiche (o Campeche) en la zona de Quintero. Un informe titulado "Diagnóstico de sitios de alto valor para la conservación en la Región de Valparaíso" del Ministerio del Medio Ambiente de Chile (elaborado por el Instituto de Geografía de la PUCV) llama:
- Laguna Campiche a un cuerpo de agua localmente conocido como "laguna Los Patos" que tiene como afluente y emisario al estero Campiche que fluye de sur a norte atravesando la laguna y posteriormente desemboca en el estero Puchuncaví;[2]: 261
- Un cuerpo de agua llamado Los Maitenes
- Humedal Maitenes-Campiche a un cuerpo de agua oblongo que se extiende de SW a NE al sureste de Las Ventanas. (Ver figua 77 del informe.)

Otros informes señalan como Humedal Campiche tres espejos de agua ubicados en el extremo SW del Humedal Maitenes-Campiche indicado anteriormente.: 46  Estos tres espejos y el área circundante, ubicado entre la costa y el lado poniente de la carretera F-30-e, es lo que hoy se entiende com "humedal Campiche".

Cuenca del estero Puchuncaví según figura 77 del informe del Ministerio del Medio Ambiente de Chile. La ubicación del humedal Campiche es la obtenida de la tesis Zonificación Ambiental, basada en la avifauna presente en el Humedal Campiche, comuna de Puchuncaví, Región de Valparaíso.

## Hidrografía
Es alimentado por el estero Puchuncaví, de régimen pluvial, es decir dependiente de las lluvias caídas en la cuenca, que aumentan en invierno y disminuyen en verano.: 47 

## Historia
El yacimiento paleontológico de Los Maitenes, está ubicado a tres km de la línea de la costa, allí se han encontrado abundantes moldes internos de bivalvos y gastrópodos, así como una gran cantidad de restos óseos de cetáceos misticeto (ballenas) dispersos y articulados, pudiéndose observar 35 sitios de afloramiento de fósiles en el área. Se ha propuesto como un geositio de importancia nacional.
María Graham la menciona en su Diario de su residencia en Chile (página 395):
Fuimos hoy á caballo al pueblecito de La Placilla, pasando por la hacienda de los Maitenes y por la laguna de Campiche, que deslinda con la hacienda de Quintero. Paisajes bellísimos. El valle de la laguna es muy fértil y productivo. La Placilla es un bonito lugar, que me recuerda algunos de Inglaterra.
Francisco Solano Asta-Buruaga y Cienfuegos escribió en 1899 en su obra póstuma Diccionario Geográfico de la República de Chile sobre Puchuncaví:
Puchuncaví.-—Villa del departamento de Quillota situada por los 32° 41' Lat. y 71° 26' Lon. y á unos 30 kilómetros hacia el NO. de su capital; deja á 10 kilómetros un tanto al SO. al puerto de Quintero y seis ó siete al O. á la bahía de Horcón, con la cual se comunica por un camino carretero, como igualmente con la caleta de Maintencillo próxima hacía el N. Está asentada en terreno desigual á 117 metros de altitud y rodeada de estrechos vallejos fértiles, pasando por ella una pequeña corriente de agua que va á morir al O. en la laguna de Campiche. Contiene iglesia parroquial antigua, escuela gratuita para niños y niñas, oficinas de correo y registro civil, y 1,485 habitantes. Su asiento estuvo primitivamente ocupado por antiguos indios peruanos; pasó después á ser una reduoción y en el último tercio del siglo pasado, centro parroquial. Por decreto de 6 de abril de 1875 se le confirió el título de villa.
Este humedal aparece en el Diccionario jeográfico de Chile (1924) de Luis Risopatrón como "Lago Campeche":
Campeche (Lago de). Tiene 5 kilómetros de largo i un ancho medio de 900 m, esta estendido de NE a SW próximamente, con 2 m de profundidad en su centro en la época seca, que disminuye paulatinamente hacia sus márjenes, que son accidentadas, sin bosques, ni matorrales, con abundantes gramíneas i fértiles cultivos, pajizas por el NE, arenosas i con médanos por el SW i [-ilegible-] i escarpadas en los demás puntos; tiene pejerreyes en sus aguas, esta poblado de patos i otras aves acuáticas i contiene una capa de trípoli, de algunos centímetros de espesor hácia la parte E. Se encuentra a 25 centímetros de altitud, lo que aumenta en el invierno, cercano a la caleta Ventana de la costa NE de la bahía de Quintero, a la que se vácia por medio de un tortuoso i pobre emisario. (llamado también Campiche, Puchuncavíy Puchunco).

## Población, economía y ecología
Este humedal se encuentra cerca de un polo industrial creado por la instalación en 1958 del Complejo termoeléctrico Ventanas, posteriormente, en 1964 se creó la fundición de Ventanas y la consiguiente extensión de poblaciones humanas en la pequeña cuenca, también de balnearios. Esto ha presionado al hábitat natural hasta que, aconsecuencia de la pérdida de calidad en las plantaciones agrícolas, en 2011 una intoxicación masiva por fugas químicas del complejo industrial y derrames de petróleo en la bahía, el gobierno promulgó un “Plan de Descontaminación del Complejo Industrial Las Ventanas”.: 35 
Sus suelos contiene altos niveles de metales pesados como Cobre, Cadmio, Mercurio, Molibdeno, Plomo, Selenio y Zinc.: 51 